# Aeropuerto Internacional de Camberra
El Aeropuerto Internacional de Camberra (del inglés: Canberra International Airport) (IATA: CBR, OACI: YSCB) es un aeropuerto que sirve a la capital nacional de Australia: Camberra. Es en el distrito de Majura. Este terminal mayormente ofrece rutas nacionales al sureste de Australia.

## Aerolíneas y destinos
Las siguientes aerolíneas vuelan a Camberra:
| Aerolíneas       | Destinos                                                                     |
| ---------------- | ---------------------------------------------------------------------------- |
| Batik Air        | Denpasar (inicia 14 de junio de 2024)                                        |
| Fiji Airways     | Nadi                                                                         |
| FlyPelican       | Newcastle                                                                    |
| Jetstar          | Brisbane, Gold Coast, Melbourne                                              |
| Link Airways     | Hobart, Newcastle Estacional: Coffs Harbour                                  |
| Qantas           | Brisbane, Melbourne, Perth Estacional: Sídney                                |
| QantasLink       | Adelaida, Brisbane, Darwin, Hobart, Melbourne, Sídney Estacional: Gold Coast |
| Rex Airlines     | Melbourne                                                                    |
| Virgin Australia | Adelaida, Brisbane, Gold Coast, Melbourne, Sídney                            |